# ИТЛ подсобных хозяйств Дальстрой
ИТЛ подсо́бных хозя́йств Дальстро́й (Исправи́́тельно-трудовой ла́герь подсо́бных хозя́йств Дальстро́й) — лагерное подразделение, действовавшее в структуре Дальстрой. Также известен как Эльгенское лагерное отделение.

## История
ИТЛ подсобных хозяйств Дальстрой был организован в 1951 году в качестве Эльгенского лагерного отделения и лишь в 1953 году преобразован в исправительно-трудовой лагерь. Управление ИТЛ размещалось в совхозе «Эльген» (ныне поселок с тем же названием), Магаданская область. В оперативном командовании оно подчинялось Главному управлению исправительно-трудовых лагерей Дальстрой.
Максимальное единовременное количество заключенных могло достигать более 4 000 человек.
Лагерь прекратил своё существование в 1953 году.

## Производство
Основным видом производственной деятельности заключенных были сельскохозяйственные работы.

## Известные заключенные
- Гинзбург, Евгения Семёновна — советская журналистка, известная мемуаристка,
- Воронская, Галина Александровна (1914—1991) — советская писательница, известная под псевдонимом Галина Нурмина, заключённая Эльгенского лагеря (1937—1944)
- Суровцева, Надежда Витальевна (1896—1985) — украинский общественный деятель и переводчица, заключённая Эльгенского лагеря.

## Упоминания в литературе
- «Всё смотрю на карту и удивляюсь: куда же ещё можно ехать дальше…» Эти её слова я всё время вспоминала во время этапа из Магадана в Эльген. Действительно, вроде дальше было уже некуда, а мы все ехали и ехали, вернее, нас, окоченевших, сгрудившихся, как овцы по дороге на бойню, все волокли и волокли в открытых грузовиках. И казалось, не будет конца этим снежным пустыням, этим обступившим нас сахарным головам сопок."[www.lib.ru/PROZA/GINZBURG_E/hrshrout.txt] (Е. С. Гинзбург «Крутой маршрут»)

- «А женщина на Колыме? Ведь там она и вовсе редкость, там она и вовсе нарасхват и наразрыв. Там не попадайся женщина на трассе — хоть конвоиру, хоть вольному, хоть заключенному. На Колыме родилось выражение „трамвай“ для группового изнасилования. К. О. рассказывает, как шофер проиграл в карты их — целую грузовую машину женщин, этапируемых в Эльген — и, свернув с дороги, завёз на ночь расконвоированным, стройрабочим.» [www.lib.ru/PROZA/SOLZHENICYN/gulag2.txt] (А. И. Солженицын «Архипелаг ГУЛАГ» т.2)